# Need for Speed: The Run
Need for Speed: The Run este un joc video de curse dezvoltat de EA Canada și publicat de Electronic Arts în 2011. Este al 18-lea joc din seria Need for Speed.

## Gameplay
Jocul oferă un oraș open-world în care jucătorul participă la curse și face misiuni cu poliția.
1. 1 2 3   https://cdaction.pl/gry/need-for-speed-the-run, accesat în 4 februarie 2025 Lipsește sau este vid: |title= (ajutor)